# Szpinak warzywny
Szpinak warzywny (Spinacia oleracea L.) – gatunek rośliny jednorocznej z rodziny szarłatowatych (Amaranthaceae s.l.), ew. z wyodrębnianych osobno komosowatych (Chenopodiaceae). Jest popularną rośliną warzywną, nieznaną współcześnie z naturalnego występowania w przyrodzie. Pochodzi najprawdopodobniej z południowo-zachodniej Azji.  
Szpinak jest ceniony jako bogate źródło witamin, białka, błonnika, karotenoidów i soli mineralnych. Istotnym walorem tego warzywa są niskie koszty uprawy i jego dostępność niemal przez cały rok, zwłaszcza w okresach niedoboru świeżych warzyw. Ze względu na znaczną zawartość szczawianów przy spożywaniu dużych ilości może być toksyczny z powodu blokowania wchłaniania wapnia. Podobnie związane chemicznie i w ograniczonym stopniu dostępne dla człowieka są zawarte w tej roślinie żelazo i fosfor.

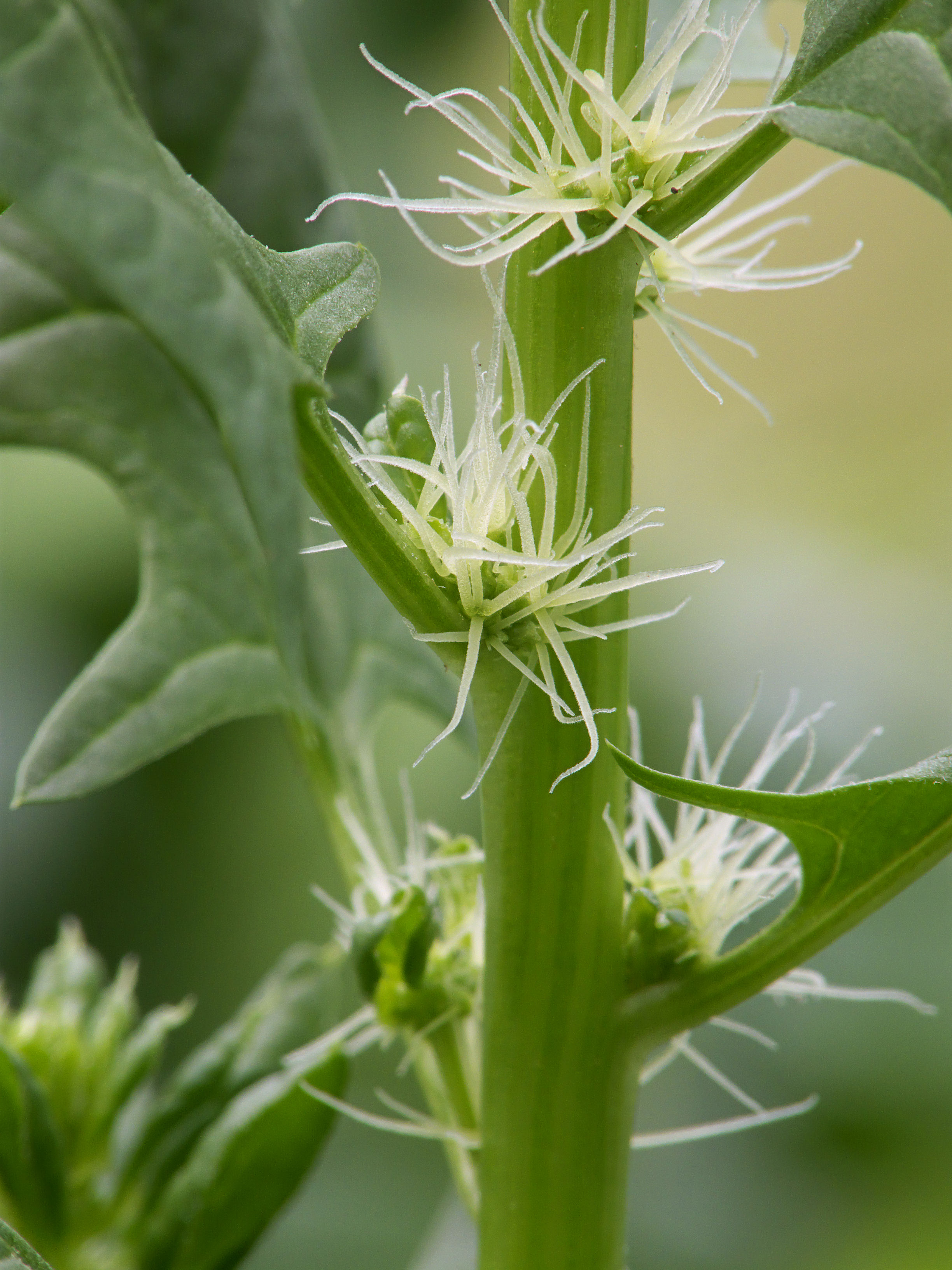
Kwitnąca roślina z kwiatami żeńskimi

## Rozmieszczenie geograficzne i pochodzenie
Szpinak warzywny jest nieznany ze stanowisk naturalnych. Najbliżej spokrewnionym gatunkiem spotykanym w naturze jest szpinak czteropręcikowy (Spinacia tetrandra) rosnący dziko na obszarze od Południowego Kaukazu, poprzez Iran, do Afganistanu i Turkiestanu. Gatunek ten zresztą jest tam zbierany i spożywany jako warzywo. Jako pierwotny obszar występowania przodka szpinaku warzywnego wskazuje się najczęściej rejon Persji. Najstarsze informacje o uprawie tej rośliny pochodzą z tego właśnie kraju rządzonego przez Sasanidów. Do Chin szpinak trafił poprzez Nepal w VII wieku i do dziś nazywany jest tam „perskim warzywem”. Z Chin szpinak trafił na Półwysep Koreański oraz do Japonii odpowiednio w XIV i XVIII wieku. W kierunku zachodnim warzywo rozprzestrzenione zostało przez Arabów uprawiających je w północnej Afryce. Szpinak opisywał stamtąd w X wieku m.in. Muhammad ibn Zakariya al-Razi. W Europie roślina pojawiła się wraz z Maurami na Półwyspie Iberyjskim w XI wieku, ale na większą skalę zaczęła być tu uprawiana od XVIII wieku. Do Ameryki Północnej szpinak przywieźli z sobą koloniści. Uprawiany był tam na pewno w 1806 roku.
W Polsce szpinak uprawiany był co najmniej od końca XVII wieku, bowiem w 1786 roku pisze o nim w poradniku o „Porządkach robót miesięcznych ogrodnika na cały rok wpisany (...)” Anna Jabłonowska. Współcześnie warzywo to na ziemiach polskich znane jest tylko z uprawy (nie jest gatunkiem dziczejącym). Jako roślina sporadycznie rosnąca spontanicznie (zdziczała) podawana jest z siedlisk ruderalnych w niektórych krajach (np. z Wielkiej Brytanii).

## Morfologia
PokrójRoślina zazwyczaj dwupienna, rosnąca do wysokości 30–50 cm (rzadziej do 1 m) o liściach strzałkowatych lub jajowatych. Roślina bardzo zmienna morfologicznie, w wyniku zabiegów hodowlanych stworzono wiele odmian istotnie różniących się wyglądem.
KorzeńPalowy, sięgający nawet do 180 cm w głąb gleby. Najsilniej rozgałęzia się na głębokości 15–25 cm w promieniu 30 cm od osi głównego korzenia.
ŁodygaW początkowym okresie rozwoju rośliny silnie skrócona, osiąga nie więcej jak 7 mm długości. Z czasem wydłuża się i rozgałęzia się. Pęd ma barwę zieloną, czasem u odmian jest purpurowo nabiegły.
LiścieW początkowym okresie rozwoju są gęsto skupione w przyziemnej rozecie liściowej. Kształt blaszki liściowej jest zmienny – od owalnego po trójkątnie strzałkowaty. Ogonki liściowe także są różnego kształtu i długości. Ich ułożenie w rozecie też jest zmienne w zależności od odmiany, przy czym ze względu na lepszą podatność do zbioru mechanicznego, preferowane są od dawna odmiany o liściach wzniesionych. Wielkość liści zmniejsza się od dołu ku górze łodygi, bliżej wierzchołka liście są owalne do lancetowatych. Pędy kwiatostanowe roślin męskich są słabiej ulistnione niż żeńskich, w górnej części ich liście są drobne lub brak ich zupełnie.
KwiatyZazwyczaj jednopłciowe, skupione po 6–12 w kwiatostanach wyrastających w kątach liści w górnej części pędu. Kwiaty są drobne, niezróżnicowane na kielich i koronę. Kwiaty męskie skupione są w kłosach i składają się z 4–5 drobnych listków okwiatu i takiej samej liczby pręcików. Kwiaty żeńskie wyrastają ciasno skupione po kilka w kątach liści. Ich okwiat składa się z 2 lub 4 listków. Zawierają zalążnię jednokomorową i słupek zakończony 4–6 znamionami. Spotykane czasem kwiaty obupłciowe podobne są do żeńskich, z tym, że w miejscu 1, 2 lub 3 znamion wykształcają się osadzone na zalążni pylniki.
OwoceJednonasienne orzeszki barwy szaro-brązowo-żółtej. Okwiat w trakcie owocowania zmienia się w twardą okrywę. U odmian zwanych letnimi są okrągłe, a u odmian zimowych – kolczaste, zaopatrzone w 2–3 wyrostki.

## Biologia

### Rozwój
Nasiona wysiewa się w warunkach środkowoeuropejskich we wrześniu w celu wykonania zbioru wczesnowiosennego, także wiosną (w miesiącach marzec-kwiecień) lub latem (w miesiącach lipiec–sierpień), co pozwala na kilkukrotny zbiór w ciągu roku. Kiełkowanie trwa zwykle ok. 5 dni. Ponieważ w naturze szpinak rósł w sezonie chłodnym – nie kiełkuje latem, gdy temperatury przekraczają 30 °C. Początkowo rozwija się tylko rozeta liści przyziemnych. W zależności od odmiany pędy kwiatostanowe wyrastają od 30 do 60 dnia po wschodach. Rozwój pędu kwiatonośnego stymulowany jest długością trwania dnia letniego oraz temperaturami przekraczającymi 20 °C. Udział roślin z kwiatami męskimi i tych z kwiatami żeńskimi jest zwykle mniej więcej równy. Pierwsze rozwijają się kwiaty znajdujące się w połowie wysokości kwiatostanu, a następnie kolejne rosnące ku dołowi i wierzchołkowi pędu. W poszczególnych kwiatostanach kwitnie w określonym czasie tylko kilka kwiatów. W sumie okres kwitnienia trwa od 7 do 10 dni. Kwiaty są obcopylne i wiatropylne, bardzo rzadko zdarza się samopylność. Po kwitnieniu rośliny męskie zamierają, podczas gdy rośliny żeńskie rosną do czasu osiągnięcia przez owoce pełnej dojrzałości. Owoce zachowują zdolność do kiełkowania przez 5 lat.

### Cechy fitochemiczne
Zawartość suchej masy w roślinach szpinaku waha się znacznie w granicach od 5 do 18% w zależności od odmiany, warunków uprawy i okresu wzrostu. Przeciętnie wynosi ok. 7–8%. Roślina zawiera ok. 0,6 do 1% węglowodanów, ok. 3% białek, poza tym błonnik, sole mineralne i witaminy. Zawartość żelaza wynosi od 400 do 600 mg na 1 kg suchej masy liści. Żelazo zawarte w szpinaku jest silnie związane z heksafosforanem inozytolu i nie dysocjuje w przewodzie pokarmowym człowieka. Szpinak zawiera także sporo fosforu – zwykle ok. 50–80 mg na 1 kg suchej masy oraz wapnia – odpowiednio 80–100 mg. Podobnie jak w przypadku żelaza, wapń zawarty w tej roślinie, także niemal nie jest przyswajany w układzie pokarmowym. W tym przypadku wchłanianie go blokuje znaczna zawartość kwasu szczawiowego, którego jest od 500 do 1400 mg na 1 kg suchej masy. W efekcie tylko ok. 5% wapnia zawartego w szpinaku absorbowanych jest przez organizm człowieka, co oznacza, że w porównaniu do mleka porcja szpinaku dostarcza 16-krotnie mniej tego pierwiastka.
Odmiany jesienne szpinaku cechują się istotnie odmiennym składem chemicznym zważywszy na walory odżywcze. W stosunku do roślin uprawianych wiosną zawierają więcej suchej masy, węglowodanów, wapnia, żelaza, witaminy C, podczas gdy udział szczawianów jest zwykle niższy. Zawartość szczawianów zmniejsza też blanszowanie i inna obróbka cieplna.
Popularnie powtarzaną informacją w różnych mediach, w tym także w poważnych publikacjach, jest doniesienie o tym, że szpinak zasłynął jako bogate źródło żelaza po opublikowaniu wyników badań przez Niemca, doktora Eryka von Wolfa w 1870. Przez dziesięciolecia jego wyniki pozostawać miały niezweryfikowane, aż do 1937, kiedy to okazało się, że zawartość żelaza w szpinaku jest 10-krotnie mniejsza niż powszechnie sądzono. Według licznych źródeł w wynikach badań Wolfa omyłkowo przestawiony został w prawo przecinek w liczbie dziesiętnej określającej zawartość żelaza. W 2010 roku ukazała się praca podająca w wątpliwość wiarygodność tej historii.

## Zmienność
Wyróżnia się dwie grupy odmian szpinaku warzywnego – letnie i zimowe. Szpinak letni (opisany po raz pierwszy w 1522) wyróżnia się tworzeniem gładkich owoców, podczas gdy u odmian zimowych posiadają one 2–3 kolczaste wyrostki. Szpinak letni ma bardziej zwarty pokrój, a zimowy rozłożysty. Szpinak letni ma bardziej owalne liście, a zimowy trójkątne. W przeszłości uważano, że szpinak zimowy lepiej znosi mróz, ale nie zostało to potwierdzone. Większość odmian współcześnie uprawianych pochodzi od szpinaku zimowego.

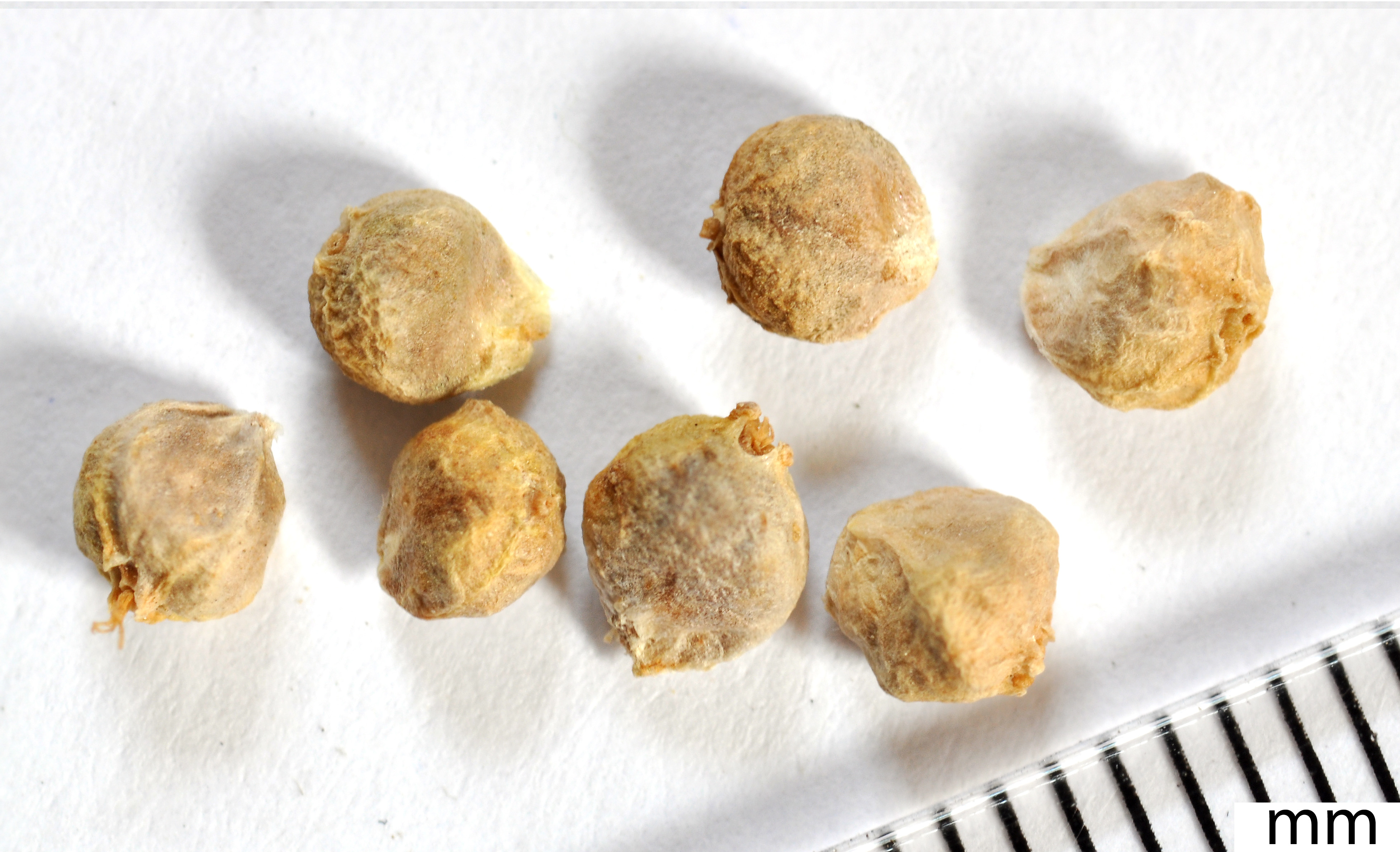
Owoce szpinaku letniego
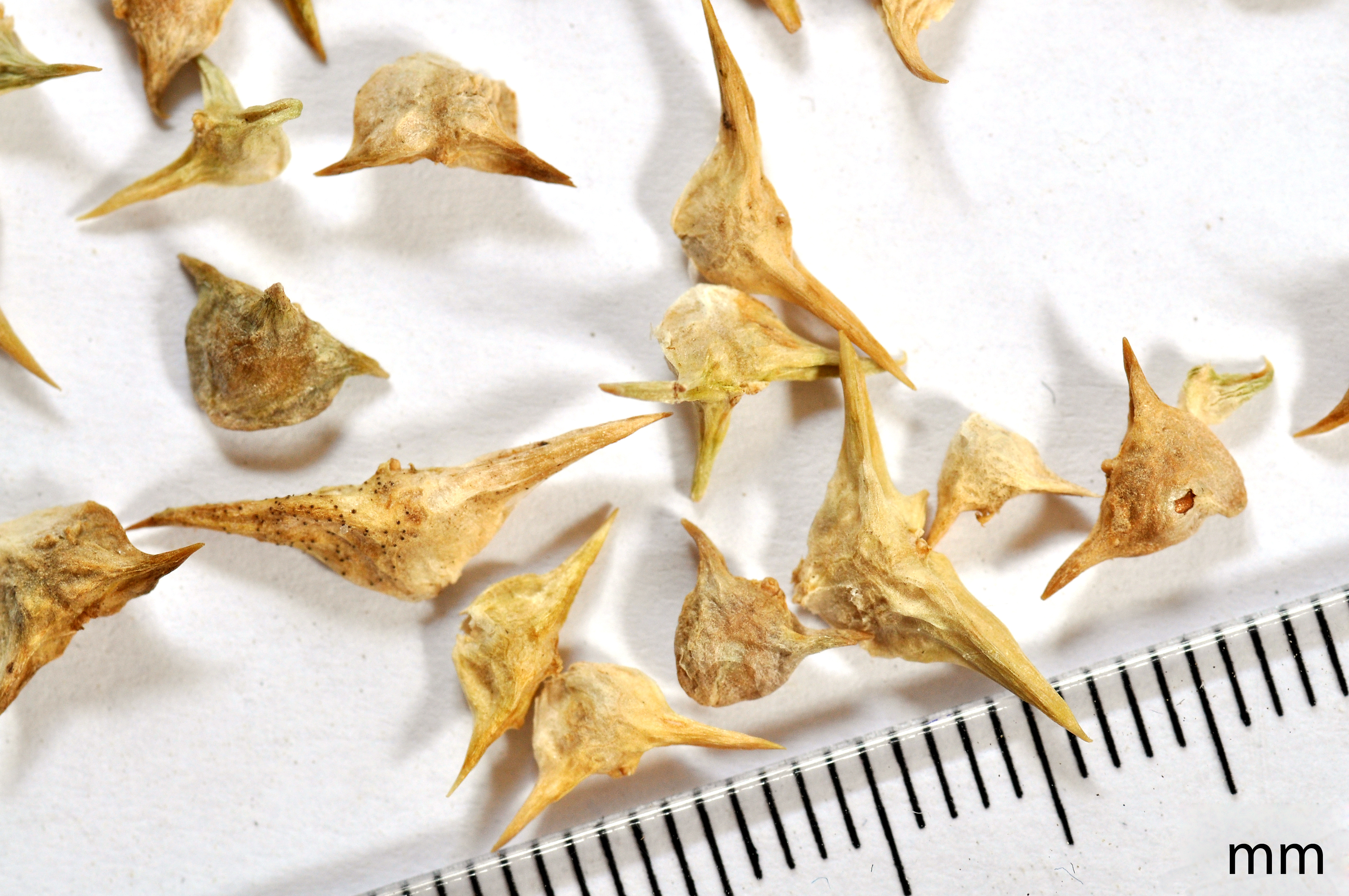
Owoce szpinaku zimowego

W wyniku zabiegów hodowlanych uzyskano liczne odmiany dostosowane do rozmaitych potrzeb i warunków. Odmiany wiosenne odznaczają się odpornością na tworzenie pędów kwiatonośnych, a odmiany zimujące – odpornością na mróz (zwykle mają liście bardziej skórzaste). Odmiany przeznaczone do zbioru mechanicznego mają liście w rozecie wzniesione, a blaszkę średnio pomarszczoną. Rośliny o liściach gładkich łatwo się zaparzają w transporcie i szybko więdną, a z kolei odmiany o liściach silnie pomarszczonych trudno odpowiednio doczyścić. Odmiany przeznaczone do upraw ogrodowych mogą mieć gęste, rozłożyste rozety z silnie pomarszczonymi liśćmi. Poza tym odmiany różnią się pokrojem blaszki liściowej i długością ogonka, szybkością wzrostu i proporcjami udziału roślin różnych płci.

## Zastosowanie

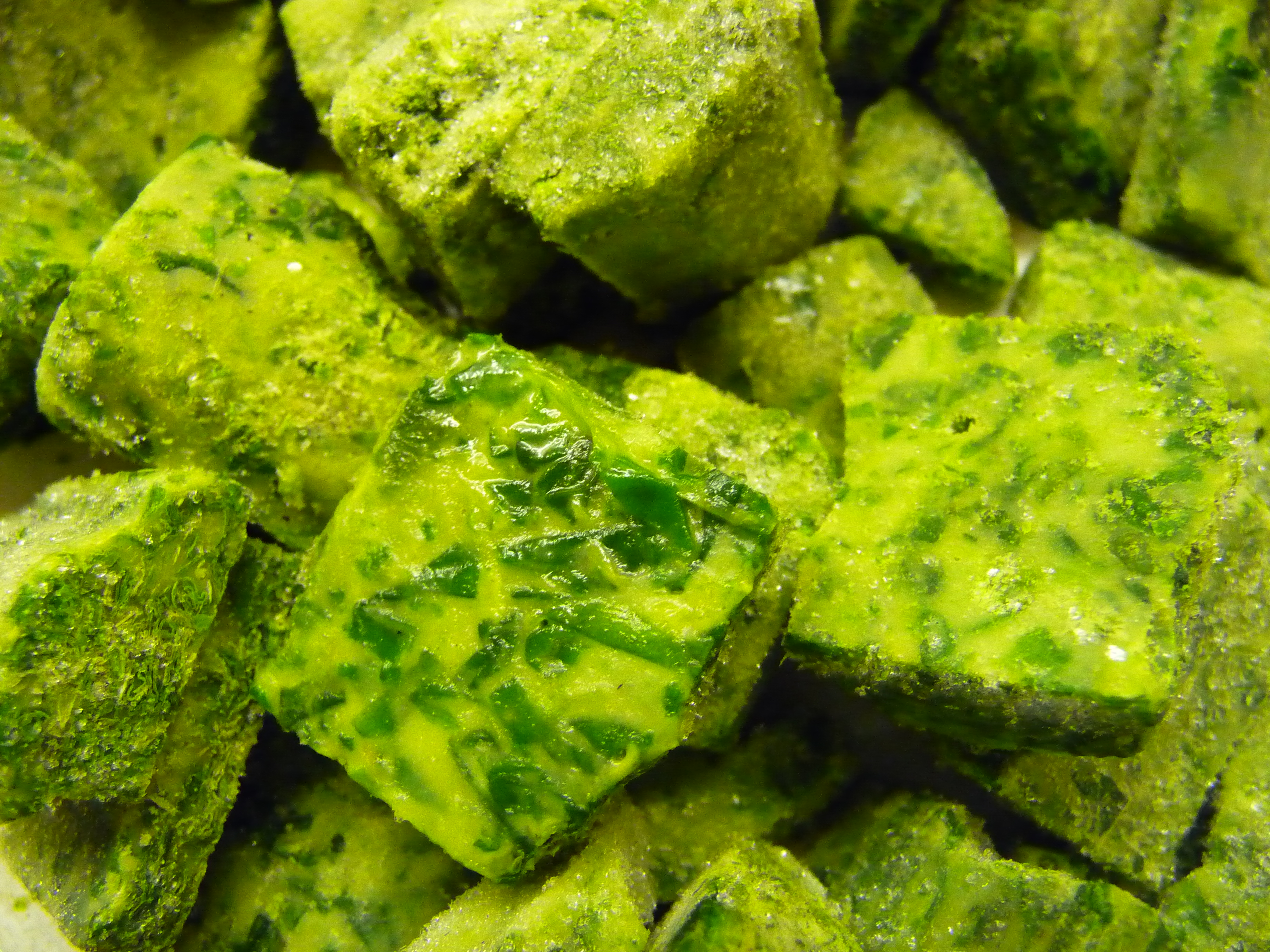
Szpinak mrożony

### Roślina jadalna
Szpinak jest wartościową rośliną warzywną, łatwą w uprawie i posiadającą krótki okres wegetacji. Częścią użytkową są liście spożywane najczęściej po ugotowaniu. W ofercie handlowej znajduje się szpinak świeży, konserwowy i mrożony. W postaci świeżej oferowane są liście pojedyncze lub w rozetkach, ale pozbawione pędu kwiatonośnego i korzeni. W przypadku młodych roślin dopuszcza się do obrotu całe rozetki z korzeniami. Szpinak konserwowy otrzymuje się ze świeżych, przetartych liści z dodatkiem soli kuchennej. Utrwalany jest termicznie w hermetycznych opakowaniach. W takiej postaci pozostaje gotowy do spożycia przez rok o ile jest przechowywany w temperaturze od 2 do 15 °C i bez dostępu bezpośrednich promieni słonecznych. Dla uzyskania mrożonek liście szpinaku mrozi się w całości, siekane lub przetarte.
Walory kulinarneSzpinak jest warzywem stanowiącym cenne źródło soli mineralnych, zwłaszcza magnezu i fosforu, oraz witamin, zwłaszcza A, E i C, wyróżnia się także na tle innych warzyw dużą zawartością białek. Pozostałe składniki występują w przeciętnych lub niewielkich ilościach, ewentualnie, tak jak w przypadku żelaza i wapnia, są związane chemicznie i nie są wchłaniane w organizmie człowieka. Atutem szpinaku jest niski koszt produkcji i dostępność niemal przez cały rok. W postaci mrożonej nie traci właściwości odżywczych, które ulegają szybkiemu zmniejszaniu w miarę przedłużania się przechowywania szpinaku świeżego. Warzywo ma smak opisywany jako przyjemny i kwaskowaty.
Sposoby przyrządzaniaSzpinak może być spożywany surowy lub gotowany. Dodawany jest do zup, sufletów, makaronów, podawany jest razem z jajkami sadzonymi lub jajecznicą. Duszone liście szpinaku można podawać z serem, śmietaną, jogurtem, szynką, bekonem i anchois. Świeże liście mogą być dodawane do sałatek zastępując częściowo lub całkowicie sałatę. Może być dodatkiem do risotto, rozdrobniony dodawany może być do wielu innych potraw. Smak szpinaku wydobywa dodanie do dania gałki muszkatołowej, pieprzu lub cukru.

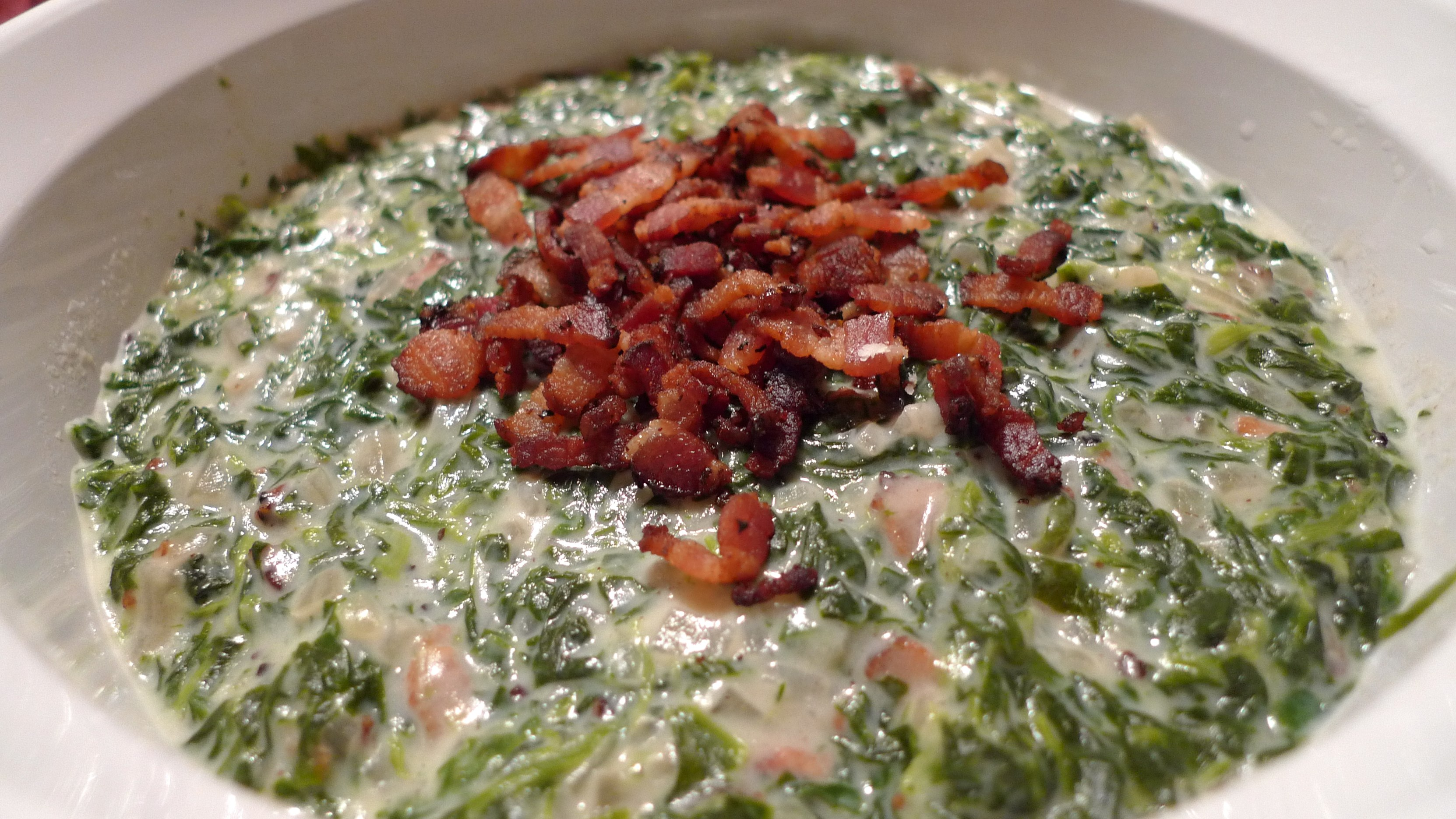
Krem ze szpinaku z boczkiem
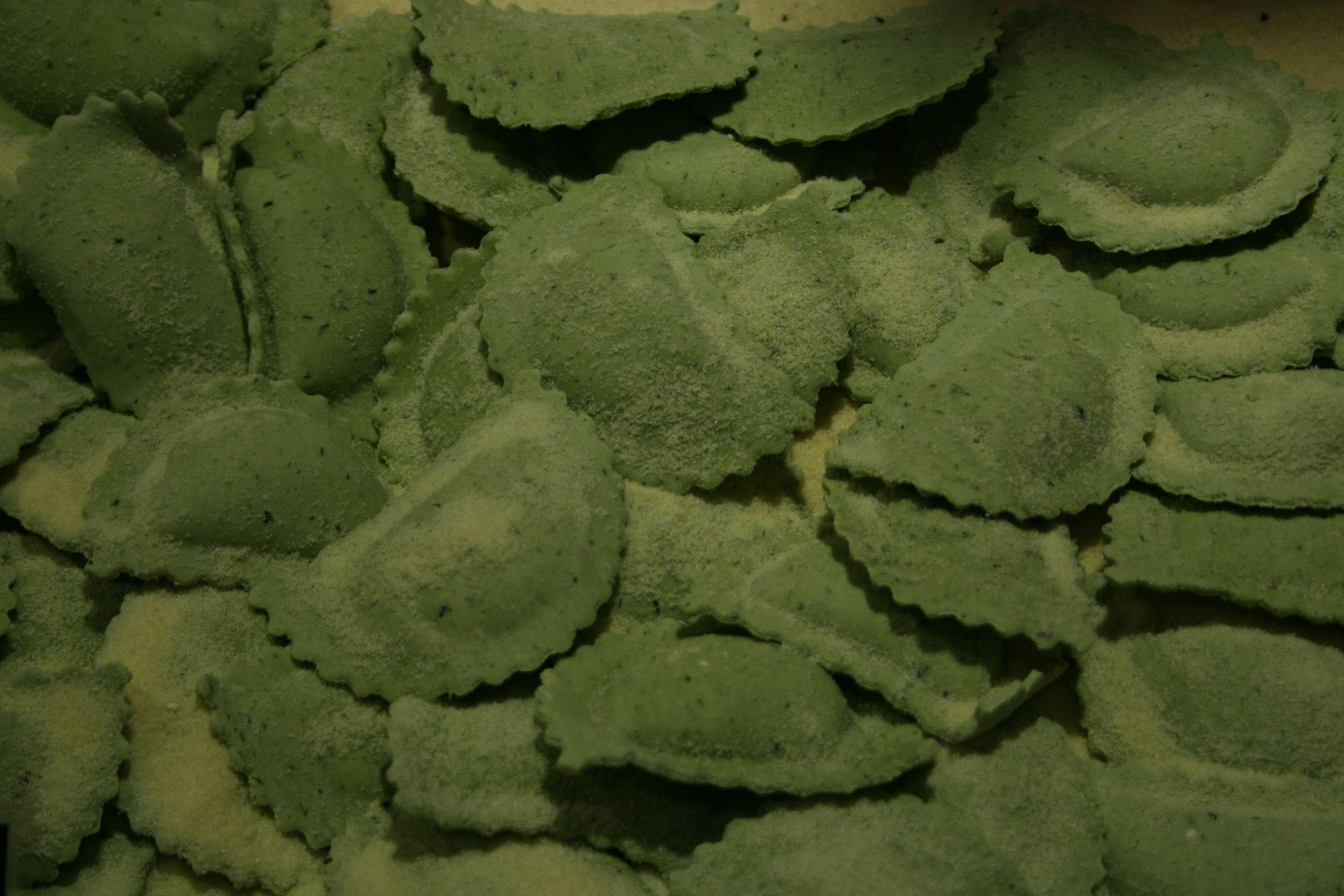
Ravioli ze szpinakiem
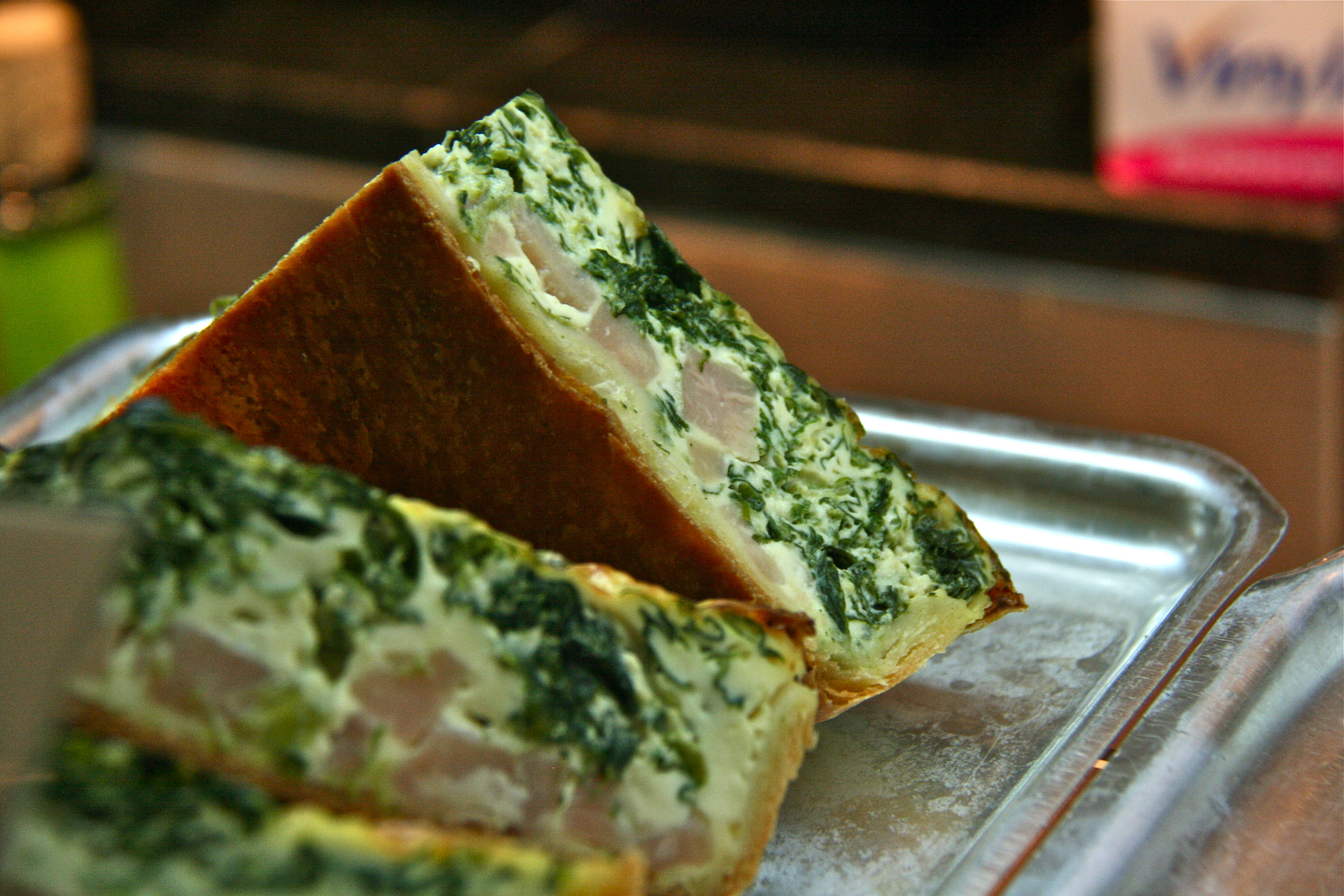
Quiche ze szpinakiem

PrzeciwwskazaniaSzpinak ze względu na znaczną zawartość kwasu szczawiowego powinien być spożywany w niewielkich ilościach. Warzywo to nie jest zalecane w diecie, zwłaszcza osób ze skłonnością do reumatyzmu, zapalenia stawów, dny moczanowej, kamicy nerkowej lub nadkwaśności, ponieważ może pogorszyć ich stan zdrowia. Szpinak nie powinien być spożywany także przez osoby mające problemy z tarczycą, ponieważ zawiera goitrogeny utrudniające przyswajanie jodu i przez to zaburzające funkcje tego gruczołu. Warzywo to jest też jednym z najczęstszych alergenów pokarmowych.
Jak inne warzywa liściowe, szpinak (zwłaszcza z intensywnych upraw) zawiera dużo azotanów, które w dużych dawkach są szkodliwe dla układu krążenia. W hermetycznych opakowaniach zawierających zwłaszcza posiekane liście szpinaku azotany zmieniają się w azotyny, które upośledzając zdolność do przenoszenia tlenu przez hemoglobinę powodować mogą methemoglobinemię. By uniknąć takich skutków spożywania szpinaku nie należy powtórnie podgrzewać potraw ze szpinakiem.
Badania prowadzone w USA wykazały także, że szpinak w obrębie produktów warzywno-owocowych należy do grupy najbardziej zanieczyszczonych pestycydami. W kraju tym w porcjach surowych liści wykrywano także bakterie salmonelli (w 2007 wycofano ze sprzedaży 8 tys. kartonów ze skażonej partii warzyw) i pałeczki okrężnicy (w 2006 skażonym szpinakiem zatruło się 199 osób w 26 stanach, 3 osoby zmarły).

### Roślina lecznicza
Zawarte w szpinaku liczne witaminy, mikroelementy i niektóre inne składniki oddziałują korzystnie na organizm człowieka. Jako warzywo bogate w luteinę ogranicza wpływ procesów starzenia wzroku. Zabezpieczając organizm przed działaniem rodników działa korzystnie w profilaktyce przeciwnowotworowej.

### Inne zastosowania
Ponieważ wysuszony papier, wcześniej nasączony wodą po gotowaniu szpinaku dobrze się tli, wywar ze szpinaku używany był do wyrobu drasek, a w XVIII i XIX wieku także do wyrobu ogni sztucznych.

## Uprawa

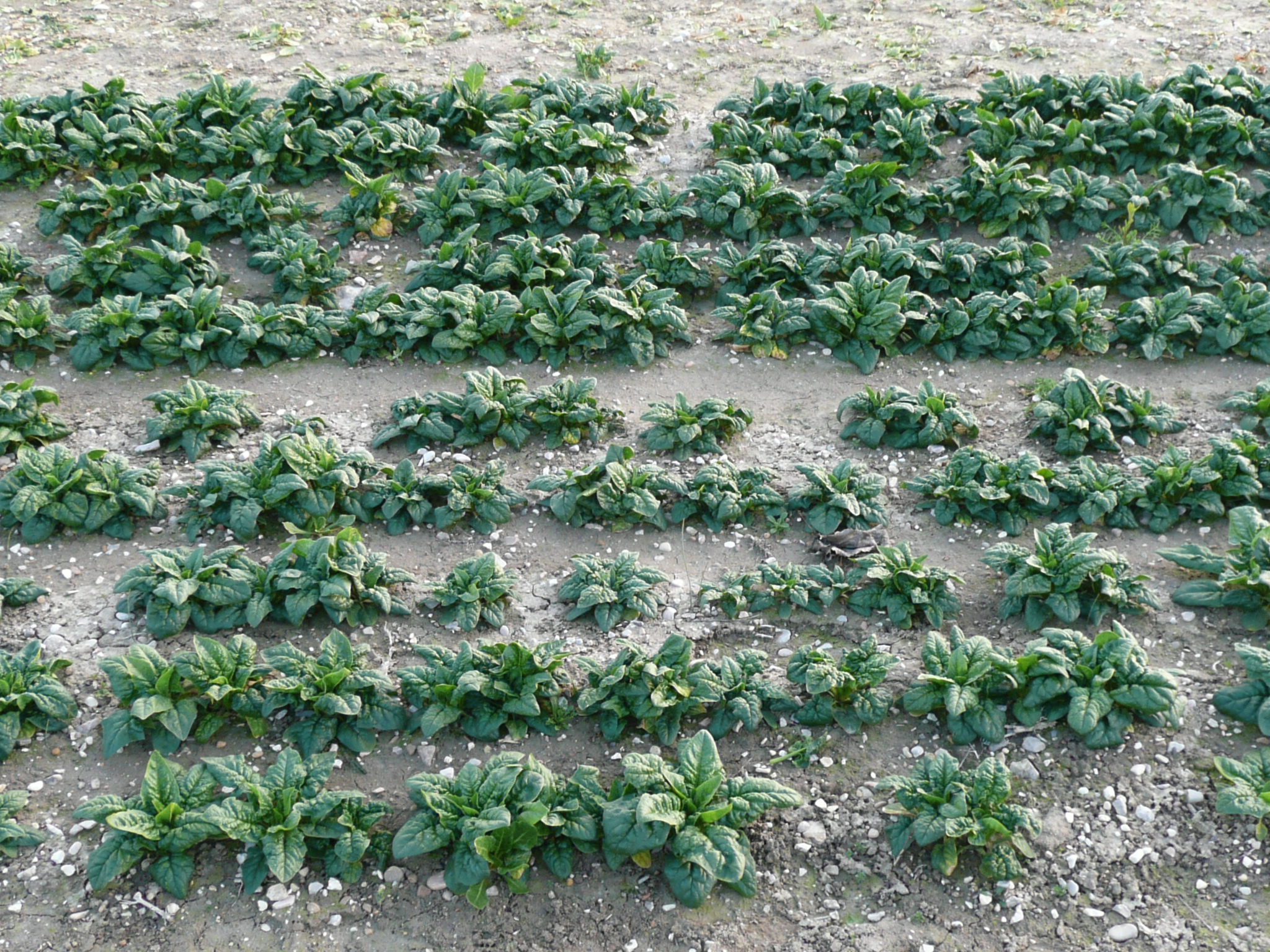
Szpinak w uprawie polowej

Szpinak warzywny należy do najbardziej rozpowszechnionych w świecie warzyw. Uprawiany jest na potrzeby własne w ogrodach, także w pojemnikach, oraz na uprawach polowych, całkowicie zmechanizowanych. Ze względu na krótki okres wegetacji wysiewany jest jako przedplon lub poplon. Może być uprawiany jako międzyplon razem z fasolą, grochem, truskawką i kukurydzą cukrową. Uprawiany jest w celu uzyskania plonu liści, stanowiących część użytkową roślin, a także na plantacjach nasiennych.
WymaganiaZe względu na krótki okres wegetacji (zwykle do 60 dni) może być uprawiany w różnych okresach sezonu wegetacyjnego, ale najlepiej rośnie w temperaturach 16–18 °C. Nie kiełkuje w wysokich temperaturach letnich, znosi mrozy do −7 °C znajdując się pod okrywą śnieżną lub innym okryciem. Wymaga wilgotnego podłoża, choć nie nazbyt, bowiem przy nadmiarze wody korzenie i dolne liście gniją. Szpinak najlepiej rośnie na glebach żyznych, nie zakwaszonych, łatwo nagrzewających się. Wymaga stanowisk jasnych, przy czym najlepiej rośnie w lekkim półcieniu. Przy intensywnej uprawie (plon 200 q/ha) uprawa pobiera z gleby 95 kg azotu, 16 kg fosforu, 88 kg potasu i 17 kg wapnia, dlatego glebę należy nawozić. Nawożenie fosforem korzystnie wpływa na walory odżywcze zmniejszając zawartość szczawianów w roślinie. Szpinak jest wrażliwy na niedobór manganu i dlatego warto w miejscach uprawy dodawać siarczan manganu w dawce 50 kg/ha.
PielęgnowanieW miejscach uprawy szpinaku należy utrzymywać glebę lekko wilgotną i odchwaszczoną (w szczególności odchwaszczenia wymagają uprawy przed zbiorem plonu). W okresach suchej pogody należy rośliny regularnie podlewać.
Zbiór i przechowywanieDo zbioru szpinaku przystępuje się zwykle, gdy rozety liściowe składają się z 6–7 liści i dokonuje się go w godzinach rannych lub wieczornych. W zależności od warunków uprawy zbiór jest jednorazowy lub stopniowy. W pierwszym przypadku wycina się rozety liści tuż nad ziemią lub wyrywa z korzeniem, w drugim sukcesywnie odcina się najniższe liście. Zbiór może być prowadzony ręcznie lub w sposób zmechanizowany – za pomocą maszyn podcinających lub kosząco-ładujących. Zbierany plon zależy istotnie od czasu, miejsca i sposobu uprawy. Rośliny wysiewane bardzo wczesną wiosną dają plon zwykle do 2 kg z 1 m², a już trochę późniejsze do 4 kg z 1 m², w uprawie polowej plon waha się od 6 do 12 ton z hektara. Rośliny po zbiorze należy chronić przed zagnieceniem i należy niezwłocznie umieścić w chłodni, ponieważ w temperaturach wyższych szybko więdną. Szpinak świeży powinien być spożyty lub przetworzony w ciągu 2 tygodni od zbioru i to pod warunkiem przechowywania w temperaturze od 0 do 2 °C. W miarę przechowywania szpinaku zmniejsza się w nim zawartość suchej masy i białek.
Rośliny uprawiane na nasiona ścina się i układa w kopki w celu dosuszenia po osiągnięciu dojrzałości przez owoce, tj. wówczas, gdy liście na łodydze zaczynają zasychać. Po kilku dniach nasiona młóci się i dosusza. Plon nasion wynosi ok. 2 ton z hektara uprawy.
Wielkość produkcjiProdukcja szpinaku na świecie rosła sukcesywnie w ciągu XX wieku przekraczając 2 miliony ton w latach 60. i 3 miliony ton w latach 80. Później nastąpił gwałtowny wzrost produkcji. W ciągu 2009 roku zebrano na świecie ok. 15 milionów ton szpinaku. Wzrost produkcji jest zasługą głównie Chin, gdzie zebrano 86% światowych plonów tego warzywa. W Polsce uprawa szpinaku jest niezbyt rozpowszechniona, zaliczana jest do upraw małoobszarowych.
| Najwięksi producenci szpinaku (2009) (w tysiącach ton) | Najwięksi producenci szpinaku (2009) (w tysiącach ton) |
| ------------------------------------------------------ | ------------------------------------------------------ |
| Chiny                                                  | 12 862,0                                               |
| Stany Zjednoczone                                      | 369,8                                                  |
| Japonia                                                | 288,0                                                  |
| Turcja                                                 | 225,3                                                  |
| Francja                                                | 130,0                                                  |
| Włochy                                                 | 100,0                                                  |
| Łącznie na świecie                                     | 14 958,7                                               |

## Choroby i szkodniki
Chorobą przynajmniej okresowo występującą masowo w uprawach szpinaku jest mączniak rzekomy szpinaku. Wywoływana jest przez grzyba Peronospora spinaciae porażającego zwłaszcza liście zewnętrzne w latach wilgotnych i chłodnych. W efekcie następuje więdnięcie i zamieranie zaatakowanych liści. Wirus Cucumis virus 1 wywołuje żółciznę szpinaku objawiającą się żółknięciem, następnie deformacją i w końcu zamieraniem liści, począwszy od najmłodszych. Objawy polegające na powstawaniu na liściach dużych, nieregularnych plam, a następnie deformacjach liści, powoduje wirus Beta virus 4. Choroba nazywana jest żółtaczką wirusową szpinaku.
Uszkodzenia liści (ich kędzierzawienie) powodują żerujące na nich owady – mszyce z gatunków Myzus persicae oraz Aphis fabae, a także śmietka ćwiklanka Pegomyia hyoscyami. Szkody w uprawach powodują także drutowce, tj. larwy sprężykowatych, pędraki oraz turkuć podjadek.

## Obecność w kulturze
Szpinak został rozsławiony przez Popeye’a – bohatera komiksu „Thimble Theatre” od 1929, a od 1933 także filmu animowanego pt. „Popeye the Sailor”. Jako postać komiksowa cechował się ogromną siłą, co zawdzięczał regularnemu spożywaniu szpinaku. W filmie animowanym Popeye zyskiwał ogromną siłę każdorazowo i natychmiast po spożyciu szpinaku. Popularności tej postaci przypisywany jest wzrost sprzedaży tego warzywa w Stanach Zjednoczonych w latach 30. XX wieku o 33%. Marka „Popeye” należy do liderów sprzedaży tego warzywa na rynku amerykańskim.